# Norvège aux Jeux olympiques d'été de 1956
La Norvège participe aux Jeux olympiques d'été de 1956 à Melbourne. 22 athlètes norvégiens, 19 hommes et 3 femmes, ont participé à 18 compétitions dans 6 sports. Ils y ont obtenu trois médailles : une d'or et deux de bronze.

## Médailles
| Médaille | Discipline | Épreuve           | Athlète        | Performance | Date |
| -------- | ---------- | ----------------- | -------------- | ----------- | ---- |
| Or       | athlétisme | Lancer du javelot | Egil Danielsen |             |      |
| Bronze   | athlétisme | 3000 m steeple    | Ernst Larsen   |             |      |
| Bronze   | athlétisme | 800 m             | Audun Boysen   |             |      |